# Hortolândia
Hortolândia est une commune brésilienne de l'État de São Paulo.
Hortolândia a été fondée en 1991, se séparant de Sumaré, et la situation privilégiée et la proximité des principaux centres industriels du pays ont permis à la municipalité de connaître un développement démographique et industriel rapide, déjà observé avant l'émancipation, et d'être considérée comme un pôle technologique. , avec plusieurs entreprises représentant actuellement des paramètres technologiques très avancés. Ces activités font que la municipalité a le 89e PIB du Brésil et possède également plusieurs campus universitaires renommés, tels que l'Institut fédéral de São Paulo (IFSP) et le Centro Universitário Adventista de São Paulo (UNASP).
Certaines des principales attractions de la ville sont Lagoa Da Fé, la Place de la Citoyenneté, l'une des seules de la métropole, le parc socio-environnemental Irmã Dorothy Stang, le parc Santa Clara/CREAPE (Centre de référence environnementale du Parque Escola) et le Linéaire Chico Mendes. Parc, étant des espaces verts importants qui offrent des espaces pour le sport et le repos. Il existe également des projets et des événements culturels menés par le Département municipal de la culture, l'organisme chargé de concevoir la vie culturelle du Hortoland.

## Géographie
Hortolândia se trouve à 17 km à l'est-nord-est de Campinas, à 98 km au nord-ouest de São Paulo et à 789 km au sud de Brasília.
Son centre est situé à une altitude de 587 m, la zone urbanisée quant à elle étant située à une altitude variant entre 560 et 650 m. La municipalité s'étend sur 62,224 km2, dont 24,534 km2 en zone urbaine et 37,7 km2 en zone rurale.

## Population
Sa population s'élevait à 192 692 habitants au recensement de 2010 et à 215 819 habitants en 2015 selon l'estimation de l'Institut brésilien de géographie et de statistiques.

## Maires
| Période | Période | Identité                | Étiquette | Qualité |
| ------- | ------- | ----------------------- | --------- | ------- |
| 2009    | 2012    | Ângelo Augusto Perugini | PT        |         |
| 2013    | 2016    | Antônio Meira           | PT        |         |